# Jan Hájek
Jan Hájek (Olomouc, 7 agosto 1983) è un ex tennista ceco.

## Biografia
Hájek inizia la sua carriera da professionista nel 2000. In quell'anno vince anche il suo primo titolo Futures della carriera a Negril, in Giamaica, battendo Johan Örtegren in finale.
Dal 2000 al 2003 il ceco disputa prevalentemente tornei del circuito Futures ed alcuni tornei Challenger.
Nel 2006 Hájek fa un grandissimo balzo in classifica guadagnando più di 250 posizioni. Infatti, dopo aver iniziato la stagione al nr. 352 del ranking la termina al nr. 76 (best ranking della carriera a novembre al nr. 71). Il 26 marzo 2006 arriva anche la prima affermazione in un torneo Challenger, a Barletta, dopo aver battuto in due set l'italiano Stefano Galvani.

## Statistiche

### Tornei minori

#### Singolare (18)
| Leggenda       |
| -------------- |
| Challenger (9) |
| Futures (9)    |

| Nr. | Data              | Torneo                 | Superficie     | Avversario in finale    | Risultato        |
| --- | ----------------- | ---------------------- | -------------- | ----------------------- | ---------------- |
| 1.  | 23 ottobre 2000   | Negril                 | Terra rossa    | Johan Örtegren          | 6–3, 6–1         |
| 2.  | 16 giugno 2001    | Spišská Nová Ves       | Terra rossa    | Juraj Haško             | 6–4, 6(2)–7, 7–5 |
| 3.  | 10 giugno 2002    | Sopot                  | Terra rossa    | Mariusz Fyrstenberg     | 6–3, 1–6, 6–2    |
| 4.  | 15 luglio 2002    | Nové Zámky             | Terra rossa    | Ladislav Švarc          | 6–1, 6–2         |
| 5.  | 12 agosto 2002    | Poprad                 | Terra rossa    | David Novak             | 6–1, 6–4         |
| 6.  | 6 gennaio 2003    | Cala Rajada            | Terra rossa    | Mariano Albert-Ferrando | 4–2, RIT         |
| 7.  | 23 maggio 2005    | Jablonec nad Nisou     | Terra rossa    | Tomas Jecminek          | 6–4, 6–2         |
| 8.  | 31 ottobre 2005   | Frýdlant nad Ostravicí | Cemento Indoor | Lukáš Lacko             | 1–6, 7–5, 6–4    |
| 9.  | 23 marzo 2006     | Barletta               | Terra rossa    | Stefano Galvani         | 6–2, 6–1         |
| 10. | 5 giugno 2006     | Prostějov              | Terra rossa    | Dominik Hrbatý          | 6–3, 5–7, 6–2    |
| 11. | 19 giugno 2006    | Braunschweig           | Terra rossa    | Fernando Vicente        | 6–1, 6–3         |
| 12. | 10 luglio 2006    | Poznań                 | Terra rossa    | Ilija Bozoljac          | 6–4, 6–3         |
| 13. | 29 settembre 2008 | Porto                  | Terra rossa    | Dušan Lojda             | 6–0, 7–6(2)      |
| 14. | 27 aprile 2009    | Ostrava                | Terra rossa    | Ivan Dodig              | 7–5, 6–1         |
| 15. | 1º giugno 2009    | Prostějov              | Terra rossa    | Steve Darcis            | 6–2, 1–6, 6–4    |
| 16. | 31 ottobre 2009   | Freudenstadt           | Terra rossa    | Laurent Recouderc       | 2–6, 6–3, 7–6(5) |
| 17. | 31 maggio 2010    | Prostějov              | Terra rossa    | Radek Štěpánek          | 6–0 RIT          |
| 18. | 1º luglio 2012    | Marburgo               | Terra rossa    | Andreas Haider-Maurer   | 6–2, 6–2         |